# Saint-Jacques-le-Majeur-de-Wolfestown
Pour les articles homonymes, voir Saint-Jacques.
Saint-Jacques-le-Majeur-de-Wolfestown est une municipalité de paroisse dans la municipalité régionale de comté des Appalaches au Québec (Canada), située dans la région administrative de Chaudière-Appalaches.

## Toponymie
Elle est nommée en l'honneur de Jacques de Zébédée.

## Histoire

### Chronologie
- 30 septembre 1909 : Érection de la paroisse de Saint-Jacques-le Majeur de Wolfestown.
- 15 mars 1969 : La paroisse change son nom pour Saint-Jacques-le-Majeur-de-Wolfestown.

## Géographie
La rivière au Pin traverse la partie sud-est de la municipalité du sud-ouest au nord-est.
La rivière Blanche prend naissance au nord du village et coule vers le nord-est.

## Démographie
| 1996 | 2001 | 2006 | 2011 | 2016 | 2021 |
| ---- | ---- | ---- | ---- | ---- | ---- |
| 179  | 177  | 171  | 189  | 188  | 186  |

## Administration
Les élections municipales se font en bloc pour le maire et les six conseillers.
| Saint-Jacques-le-Majeur-de-Wolfestown Maires depuis 2005                                                             |                |         |          |
| Élection | Maire          | Qualité | Résultat |
| 2005 | Steven Laprise |         | Voir     |
| 2009 | Steven Laprise | Voir    |          |
| 2013 | Steven Laprise | Voir    |          |
| 2017 | Steven Laprise | Voir    |          |
| 2021 | Steven Laprise | Voir    |          |
| Élection partielle en italique Depuis 2005, les élections sont simultanées dans toutes les municipalités québécoises |                |         |          |

## Patrimoine
Érigée en 1909, l'église Saint-Jacques-le-Majeur a été détruite par un incendie le 5 décembre 1992. Sauvée du brasier, la cloche a été déposée sur un socle devant la salle municipale.
Datant de l'époque des premiers colons, une maison située sur la route 263 a été construite vers 1835. Bâti dans les dernières décennies du XIXe siècle, le patrimoine résidentiel ancien se trouve sur le chemin Dubois, la route 216, et le 4e rang,.